# Hello (piosenka Lionela Richiego)
Hello – utwór autorstwa amerykańskiego piosenkarza Lionela Richiego, który wydany został w 1984 roku jako trzeci singiel z albumu Can’t Slow Down. Singiel dotarł do 1. pozycji na trzech listach przebojów czasopisma „Billboard”: Hot 100 (2 tyg.); Hot R&B/Hip-Hop Songs (3 tyg.) i Hot Adult Contemporary Tracks (6 tyg.). Piosenka wspięła się również na szczyt brytyjskiego zestawienia UK Singles Chart.

## Teledysk
Teledysk pokazuje Richiego, który – jak się może początkowo wydawać – darzy nieodwzajemnioną miłością niewidomą studentkę sztuki (Laura Carrington). Zauważa jednak, że dziewczyna odwzajemnia jego uczucie, co demonstruje rzeźbiąc podobiznę przedstawiająca jego głowę. Teledysk był wielokrotnie parodiowany, np. motyw wykorzystany jest w telewizyjnej reklamie cukierków Starbust – w spocie telewizyjnym rzeźba jest wykonana z cukierka. W jednym z odcinków Pop-Up Video, emitowanym przez kanał VH1, podana została informacja, że teledysk jest adaptacją niezrealizowanego scenariusza pod nazwą Spaldeen Summers.

## Listy przebojów
| Kraj              | Lista                          | Pozycja |
| ----------------- | ------------------------------ | ------- |
| Australia         | Top 100 Singles                | 1       |
| Austria           | Ö3 Austria Top 40              | 3       |
| Belgia            | Ultratop 50 Singles (Flandria) | 1       |
| Francja           | Top Singles                    | 25      |
| Holandia          | Single Top 100                 | 1       |
| Niemcy            | Top 100 Singles                | 2       |
| Norwegia          | Topp 20 Single                 | 5       |
| Nowa Zelandia     | Recorded Music NZ              | 1       |
| Szwecja           | Sverigetopplistan              | 6       |
| Szwajcaria        | Singles Top 75                 | 1       |
| Wielka Brytania   | Official Singles Chart Top 100 | 1       |
| Stany Zjednoczone | Hot 100                        | 1       |
| Stany Zjednoczone | Adult Contemporary             | 1       |